# Premio Internazionale di Poesia Nosside
El Premio Internazionale di Poesia Nosside és un premi internacional de poesia que està convocat cada any. S'organitza pel Centro Studi Bosio a Reggio de Calàbria in Itàlia.
Els autors poden presentar textos literaris a l'escrit o com a multimèdia en una de les cinc llengües principals: italià, anglès, francès, castellà o portugués. A més, es pot presentar obres redactades en qualsevol altra llengua juntament amb una traducció a una de les llengües principals. Per a la convocatòria del 2007, el Centro Studi Bosio va rebre poemes en vint-i-dues llengües.
Un poema guanyador del 2007 va ser redactat en Kari'ña que és la llengua d'un poble indígena de l'Amazònia.